# Razjezd № 16 (obwód żetysuski)
Razjezd № 16 (kaz. Рзд № 16, ros. Разъезд № 16, Раз. № 16) – mijanka i przystanek kolejowy w rejonie Ałaköl, w obwodzie żetysuskim, w Kazachstanie. Położona jest na linii Aktogaj - Urumczi, na trasie Nowego Jedwabnego Szlaku.
Znajduje się na pustyni, w oddaleniu od skupisk ludzkich, w pobliżu jeziora Ała-kol. 